# Schochia veta
Schochia veta är en insektsart som beskrevs av Piza Jr. 1958. Schochia veta ingår i släktet Schochia och familjen vårtbitare. Inga underarter finns listade i Catalogue of Life.